# Beisso
Beisso es una localidad uruguaya del departamento de Paysandú, además forma parte del municipio de Guichón.

## Geografía
Beisso se ubica al sureste del departamento de Paysandú, sobre el camino que une la cuchilla de Haedo con el río Queguay Grande, menos de un kilómetro la separa de la ruta 25 y de la localidad de Piñera. La capital departamental Paysandú, se ubica a unos 110 km al oeste, mientras que la ciudad más próxima es Guichón, ubicada 20 km al oeste.

## Población
Según el censo de 2011 la localidad contaba con una población de 399 habitantes.
| 333           | 302 | 339 | 328 | 375 | 399 |
| (Fuente: INE) |     |     |     |     |     |